# Ramón Anaya Aguilar
Ramón Anaya Aguilar  (Tequisquiapan, Tequisquiapan, Querétaro, 24 de enero de 1893 — Ciudad de México, 26 de octubre de 1964) fue un político 
mexicano que fungió como Gobernador de Querétaro de Arteaga del 6 de junio de 1930 al 26 de septiembre de 1931.

## Reseña biográfica
Ramón Anaya asumió la gubernatura de Querétaro el 6 de junio de 1930, cuando la Legislatura del Estado ante el desafuero de Ángel Vázquez Mellado y en que gobernó provisionalmente José B. Alcocer.
Anaya, molesto por el triunfo de Osornio y luego de que perdiera las elecciones José Guerra Alvarado, su protegido político, se negó rotundamente a estar presente en la ceremonia de traspaso del poder, ya que consideraba que su sucesor era un tremendo "salvaje". El día 26 de septiembre de 1931, dos semanas después de los comicios, Anaya abandonó el Palacio de Gobierno, entregó toda la documentación y partió para la Ciudad de México delegando en que ocupase su cargo como interino a su Secretario de Gobierno, el Licenciado Antonio Pérez Alcocer, y este el día 1 de octubre de 1931 le entregó el Poder Ejecutivo a Saturnino Osornio.
Cuando Pérez asumió la gubernatura de Querétaro terminó el cuatrienio en que se sucedieron —Abraham Araujo, Ángel Vázquez Mellado y el mismo Ramón Anaya— que habían contendido en las elecciones convocadas al terminar el gobierno de Constantino Llaca, y así llegar a convocar nuevos comicios. Los comicios comenzaron el 31 de marzo de ese mismo año. Quiénes contendían eran José Guerra Alvarado  —apoyado por Anaya— y el líder campesino, Saturnino Osornio, simpatizado por el Gobierno Federal. Todos los abogados se pusieron al lado del señor Licenciado Guerra Alvarado. Osornio era el único candidato registrado para las votaciones y el 12 de septiembre, fue declarado gobernador para el periodo 1931-1935.